# Wadim Nikolajewitsch Salmanow
Wadim Nikolajewitsch Salmanow (russisch Вадим Николаевич Салманов; * 22. Oktoberjul. / 4. November 1912greg. in Sankt Petersburg; † 27. Februar 1978 ebenda) war ein sowjetischer Komponist.

## Leben
Salmanow erhielt schon im Alter von sechs Jahren von seinem Vater Klavierunterricht. Später gab ihm Fjodor Akimenko Kompositionsstunden. Doch kurz bevor er im Alter von 18 Jahren ein Musikstudium am Leningrader Konservatorium beginnen wollte, entschied er sich plötzlich um und studierte stattdessen Geologie. Nach Abschluss des Studiums arbeitete er zunächst als Geologe, ehe er es sich wiederum anders überlegte und 1936 doch ein Kompositionsstudium am Leningrader Konservatorium bei Michail Gnessin begann. 1941 schloss er dieses erfolgreich ab und zog wenig später als Soldat in den Zweiten Weltkrieg. Danach trat Salmanow verstärkt mit Kompositionen an die Öffentlichkeit. Ab 1946 war er als Lehrer in der Musiklehranstalt tätig. Im Jahre 1952 trat er ins Leningrader Konservatorium ein; bis zu seinem Lebensende und ab 1965 als Professor lehrte er dort Komposition. Zeitweise war er sogar Vorsitzender der Komponistenabteilung.  Nebenbei nahm Salmanow noch einige politische Tätigkeiten wahr, u. a. als Sekretär des sowjetischen Komponistenverbandes. Im Jahre 1972 wurde Salmanow zum Volkskünstler der RSFSR ernannt.

## Stil
Salmanow komponierte zunächst in einem recht konservativen Idiom. Er bevorzugte eine volkstümliche, eingängige Melodik und üppige Klangfarben. Viele seiner Werke hatten programmatische Hintergründe, die häufig auf Naturschilderungen oder alten russischen Erzählungen beruhten. Die Harmonik war vor allem durch Dmitri Schostakowitsch beeinflusst, doch pflegte Salmanow einen lyrischeren, weniger linearen Stil ohne die für Schostakowitsch so charakteristische Ironie. Dies änderte sich aber Anfang der 1960er Jahre, als Salmanow seine Tonsprache modernisierte. Er verzichtete nun weitgehend auf Programme, um eine absolute, oft philosophisch angehauchte Musik zu komponieren. Seine Melodik wurde erheblich spröder, die Harmonik rauer, ein Sinn für Groteskes kam hinzu. Er griff stärker auf polyphone Gestaltungsweisen zurück und näherte sich insgesamt Schostakowitsch an. In den Werken der 1960er Jahre bemühte sich Salmanow um eine Synthese aus Zwölftontechnik und tonaler Harmonik. Ab 1966 kehrte er allerdings nach und nach zu einer konservativeren, melodischen Tonsprache auf Basis einer chromatisch geprägten Tonalität zurück. Salmanow wurde v. a. durch seine 2. Sinfonie und seine kunstfertige Vokalmusik bekannt. Im Dirigenten Jewgeni Mrawinski hatte Salmanow einen prominenten Fürsprecher, der seine Werke regelmäßig zur Aufführung brachte.

## Werke
- Orchesterwerke
  - Sinfonie Nr. 1 d-Moll (1952)
  - Sinfonie Nr. 2 G-Dur (1959)
  - Sinfonie Nr. 3 a-Moll (1963)
  - Sinfonie Nr. 4 h-Moll (1976)
  - Kleine Sinfonie für Streichorchester (1941)
  - Kindersinfonie (1962)
  - "Poetische Bilder", Suite nach Andersen (1955)
  - Sinfonische Dichtungen
  - "Willkommen Oktober!", Ouvertüre (1976)
  - "Der Mensch", Ballett (1964)
  - Sonate für Klavier und Streichorchester (1961)
  - 2 Violinkonzerte (1964, 1974)
  - "Großstadtnächte", Suite für Violine und Kammerorchester (1962)
- Vokalmusik
  - "Die Zwölf", Oratorium nach Blok (1957)
  - "Ode an Lenin" für Chor und Orchester nach Neruda (1969)
  - "Die Skythen", Kantate nach Blok (1973)
  - "Das Schwanenweibchen", Konzert für Chor a cappella Nr. 1 (1966)
  - "Guter Kerl", Konzert für Chor Nr. 2 für Tenor, Männerchor, Englischhorn und Bajan (1971)
  - Lieder und Chöre nach Texten von Blok, Jessenin, García Lorca und Neruda
- Kammermusik
  - Streichquartett Nr. 1 f-Moll (1945, rev. 1956)
  - Streichquartett Nr. 2 (1958)
  - Streichquartett Nr. 3 D-Dur (1961)
  - Streichquartett Nr. 4 G-Dur (1963)
  - Streichquartett Nr. 5 (1968)
  - Streichquartett Nr. 6 (1971)
  - Klavierquartett (1947)
  - 2 Klaviertrios (1946, 1949)
  - 3 Violinsonaten (1945, rev. 1953, 1962, 1977)
  - Violoncellosonate (1963)